# Mound Valley (Kansas)
Mound Valley – miasto w Stanach Zjednoczonych, w stanie Kansas, w hrabstwie Labette.